# Ukhaa Tolgod
Koordinaten: 43° 32′ 0″ N, 101° 34′ 0″ O
Ukhaa Tolgod ist eine bedeutende Fossilfundstelle in der Wüste Gobi im Süden der heutigen Mongolei. Sie wurde 1993 von einer internationalen Wissenschaftlergruppe während einer Expedition des American Museum of Natural History in diese Region entdeckt und gehört seitdem zu einer zentralen Forschungsaufgabe dieser Institution. Die rekonstruierte Landschaft, die in der Oberkreide vor 84 bis 72 Millionen Jahren bestand, stellte den Untersuchungen zufolge eine wüstenartige Dünenlandschaft mit spärlicher Vegetation dar. Bewohnt war diese von zahlreichen Echsen, Dinosauriern, frühen Verwandten der Vögel und frühen Säugetieren. Ukhaa Tolgod gehört zu den reichsten Fundstellen jener geologischen Epoche, vor allem für die frühen Säuger ist sie die mit der höchsten Funddichte aus dieser Zeit. Die Fossilfunde gehen in die Tausende mit teilweise vollständigen Skeletten und geben so einen detaillierten Einblicke in die Lebenswelt der ausgehenden Kreidezeit.

## Geographische Lage
Die Fundstelle Ukhaa Tolgod liegt in der südlichen Mongolei, etwa 650 km südlich der Hauptstadt Ulaanbaatar im Nemegt-Becken in der Provinz Ömnö-Gobi-Aimag. Etwa 300 km nordöstlich entfernt befindet sich die schroffe Felsformation Bajandsag, wo ebenfalls zahlreiche Fossilien gefunden wurden. Das Nemegt-Becken stellt eine nach dem Oligozän entstandene tektonische Eintiefung dar und ist von mehreren Höhenzügen umgeben. Die nördliche Grenze bilden dabei die Erhebungen des Gebirges Gilbent Ulul, die sich 3 km nördlich von Ukhaa Tolgod befinden. Der Name Ukhaa Tolgod ist mongolischen Ursprungs und bedeutet „Braune Hügel“, was sich auf einige markante, rötlichbraun gefärbte Kuppen, Steilhänge und Kliffs in dem Gebiet bezieht. Charakteristische Erhebungen und typische Fundpunkte stellen etwa die „Zuckerberge“, die „Sphinx“ oder die „Kamelbuckel“ dar, weitere Fundstellen umfassen die „Ankylosaurier-Flächen“ beziehungsweise „Xanadu“. Das Hauptfundgebiet umfasst dabei die oberen 2,2 km eines langen Abflussbeckens, dass von Nordost nach Südwest verläuft und sich in die auflagernden Lockersedimente eingeschnitten hat, die gesamte Fundstreuung an diesem Abflussbecken erstreckt sich aber auf bis zu 7 km Länge. Die Fläche des Hauptfundgebietes umfasst rund 4 km² und erhebt sich auf etwa 1500 m über dem Meeresspiegel, wobei es sich einem Amphitheater gleich nach Westen öffnet. In der näheren Umgebung befinden sich zahlreiche weitere Fossilfundstellen mit mehr oder weniger gleicher Altersstellung, so liegt etwa 10 km westlich die 1996 entdeckte Fundstelle Little Ukhaa.

## Geologischer Aufbau
In Ukhaa Tolgod sind hauptsächlich Sedimente der Djadochta-Formation aufgeschlossen, welche in die Oberkreide zu stellen ist. Die Djadochta-Formation wird bis zu 80 m mächtig und enthält zwei Schichteinheiten, so das untere Bayn-Dzak-Schichtglied und das obere Turgrugyin-Schichtglied. In den bis zu 75 m mächtigen Profilanschnitten von Ukhaa Tolgod ist weitgehend das untere Bayn-Dzak-Schichtglied aufgeschlossen. In diesem können hier insgesamt fünf unterschiedliche Faziestypen an Ablagerungseinheiten unterschieden werden, welche aber an den einzelnen Aufschlusspunkten nicht immer in gleicher stratigraphischer Reihenfolge aufzufinden sind. Diese Ablagerungen fallen aber einheitlich in einem Winkel von etwa 2,5° nach Süden ein, was durch die spätere Auffaltung der Gilbent Ulul zu erklären ist. Häufig finden sich deutlich kreuzgeschichtete, matt-orange gefärbte Sandsteine (Typ E-1) von durchschnittlich 12 m Dicke und ein undeutlich geschichteter Sandstein von ebenfalls schwach oranger Färbung, der aber kreuzgeschichtete Konkretionen enthält (Typ E-2). Dieser zweite Faziestyp ist im Mittel 10, im Maximum aber bis zu 24,5 m mächtig. Bei beiden handelt es sich um äolisch angetragene Dünensedimente, wobei jene der Fazies E-2 wohl später durch diagenetische Prozesse überprägt wurden. Teilweise stellt E-2 auch das Basissediment dar. Weiterhin tritt ein meist 20 m mächtiger, strukturloser und wiederum fahl orange gefärbter Sandstein auf, der durch Hangrutsche an den windabgewandten Seiten der Dünen entstand (Typ S). Anders dagegen eine braunfarbene und mit 20 cm Mächtigkeit sehr dünne Lage aus Ton- und Schluffstein, der sich zwischen den ehemaligen Dünen gebildet hatte und auf kurzfristig bestandene Pfützen oder kleine Tümpel zurückzuführen ist (Typ M). Letztlich kommt noch ein ebenfalls eher dünnes Band von Konglomeraten vor, die grünlich getönt sind und in der Regel den oberen Abschluss bilden. Dieser wurde offensichtlich von höher gelegenen Gebieten aus der näheren Umgebung in das ehemalige Dünenfeld eingewaschen (Typ K). Während die Sand- und Ton-/Schluffsteine sehr feinkörnig sind, ist das Konglomerat gröber und einzelne Komponenten können bis zu 85 cm Durchmesser erreichen. Der Großteil der Wirbeltierfunde stammt aus der Fazies S.

## Funde
Die Fossilerhaltung der Fauna ist außerordentlich gut und umfasst mehr als 1000 Schädelfunde, darunter zahlreiche mit zum Teil vollständig überlieferten Skeletten von Echsen, Dinosauriern, frühen Vögeln und ebenfalls frühen Säugetieren. Die Fossildichte ist sehr hoch und erreicht vor allem bei den frühen Säugern die höchste Konzentration der bekannten Fundstellen des späten Mesozoikums. Darüber hinaus geben die Wirbeltierfossilien einen Einblick in die Lebensweise, indem Überreste von fossilisierten Eiern aber auch Embryonen dokumentiert werden konnten. Im Gegensatz zur gut erhaltenen Fauna sind makroskopische Pflanzenreste nicht überliefert, was möglicherweise mit der starken Oxidation der Ablagerungen zusammenhängt. Lediglich vereinzelt auftretende Rhizolithe (versteinerte Wurzelreste) verweisen auf das ehemalige Vorhandensein von Pflanzen.

### Schuppenkriechtiere und Schildkröten

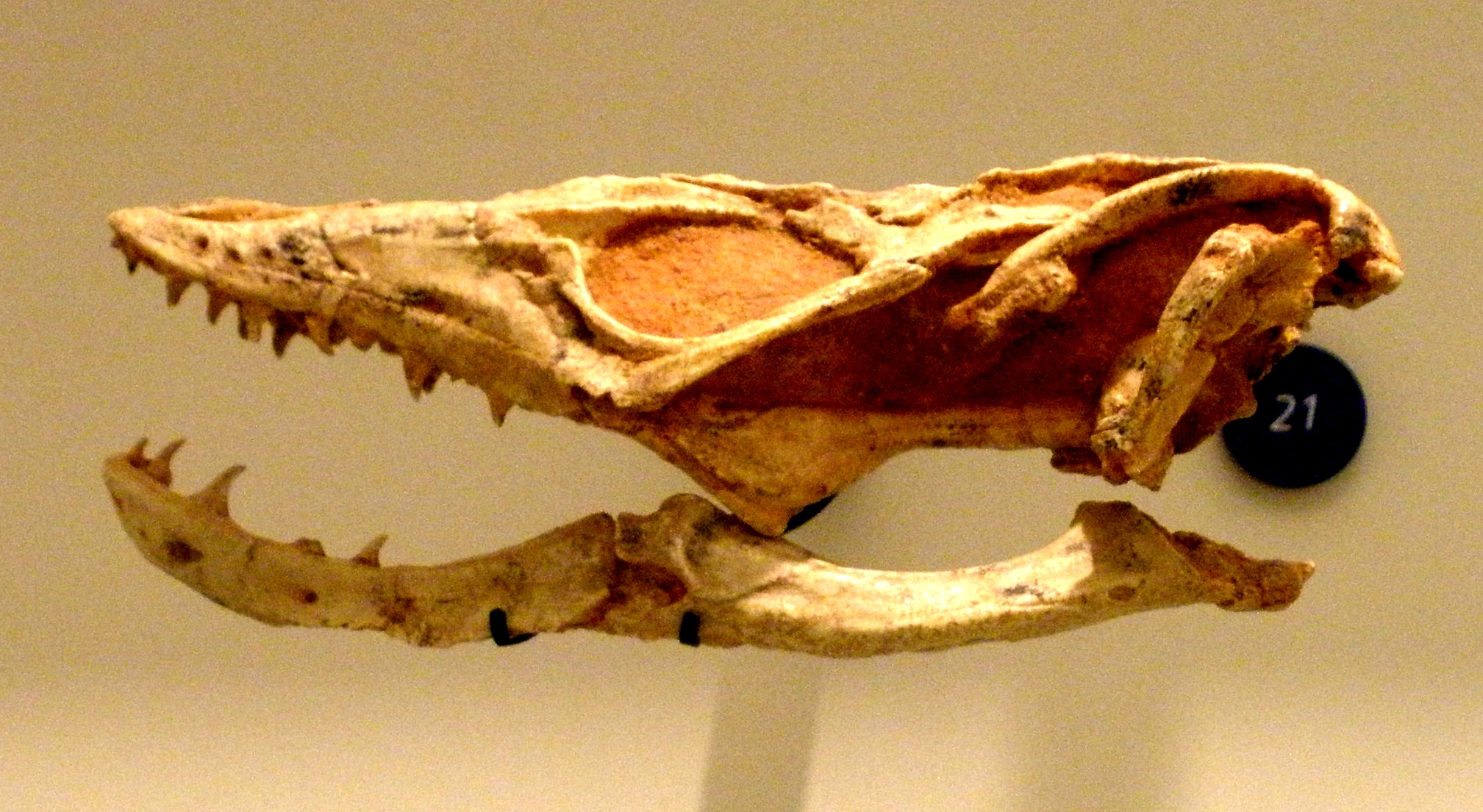
Schädel von Estesia

Sehr reichhaltig ist die Fauna der Schuppenkriechtiere mit über 20 verschiedenen Gattungen und mehreren tausend Fossilresten, darunter zahlreiche Schädel. Am häufigsten sind dabei die Skinkartigen nachgewiesen, die neun Gattungen umfassen, hierunter eine große Anzahl an Vertretern der Schienenechsen. Darunter befinden sich das schmalköpfige, kleine Gobinatus, das zusätzlich noch durch ein Teilskelett repräsentiert ist, und der größere Macrocephalosaurus, der einen bis zu 8 cm langen Schädel besaß. Einige andere Gattungen wie Eoxanta und Slavoia sind systematisch noch nicht genau zugewiesen, stehen aber möglicherweise in der Nähe der Nachtechsen oder Skinke. Fast ebenso häufig wie die Skinkartigen sind Reste von Leguanartigen, von denen bisher acht Gattungen identifiziert wurden, wobei Agamen mit Mimeosaurus und Priscagama vertreten sind. Die Leguane selbst werden durch mehrere vollständige Schädel von Temujinia repräsentiert. Spektakulär ist der Fund eines nahezu vollständigen Skelettes des nahe verwandten Saichangurvel, der „Schönen Echse“, dem lediglich Reste des rechten Hinterfußes fehlen. Dabei maß der Schädel etwa 2,8 cm in der Länge, die vollständige Wirbelsäule bestand aus 54 Einzelwirbeln. Mit vier Gattungen etwas weniger häufig sind die Schleichenartigen. Diesen kann der mit nur spärlichen Fossilresten überlieferte, aber in die Verwandtschaft der heutigen Warane zu stellende Aiolosaurus zugewiesen werden. Ebenfalls in den Verwandtschaftskreis ist das mit einem bis zu 15 cm langen Schädel recht große Estesia zu stellen, ebenso das wesentlich kleinere Gobiderma, dessen 5 cm langer Schädel durch eine pockennarbig aufgeraute Knochenoberfläche charakterisiert ist, welche die ursprüngliche Beschuppung anzeigt. Die beiden letzten gehören zu der ebenfalls mit den Waranen verwandten Gruppe der fleischfressenden Monsterosauria. Neben den verschiedenen Echsengruppen ist mit Zangerlia auch eine Vertreterin der Schildkröten aus der Gruppe der Halsberger-Schildkröten bekannt und liegt mit einem recht vollständigen Skelett einschließlich eines rund 20 cm langen Schildpanzers vor.

### Dinosaurier und Vögel

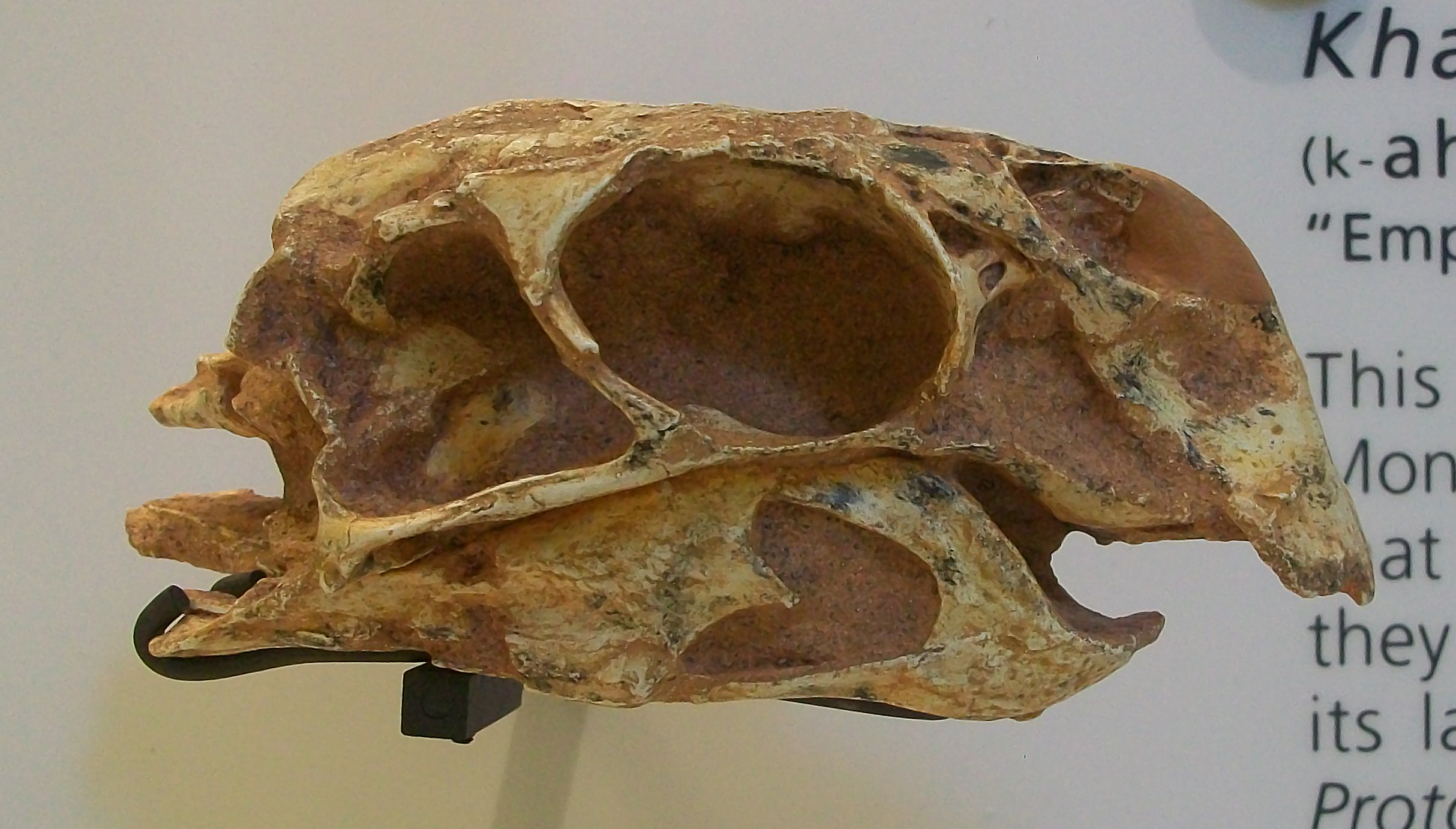
Schädel von Khaan aus Ukhaa Tolgod

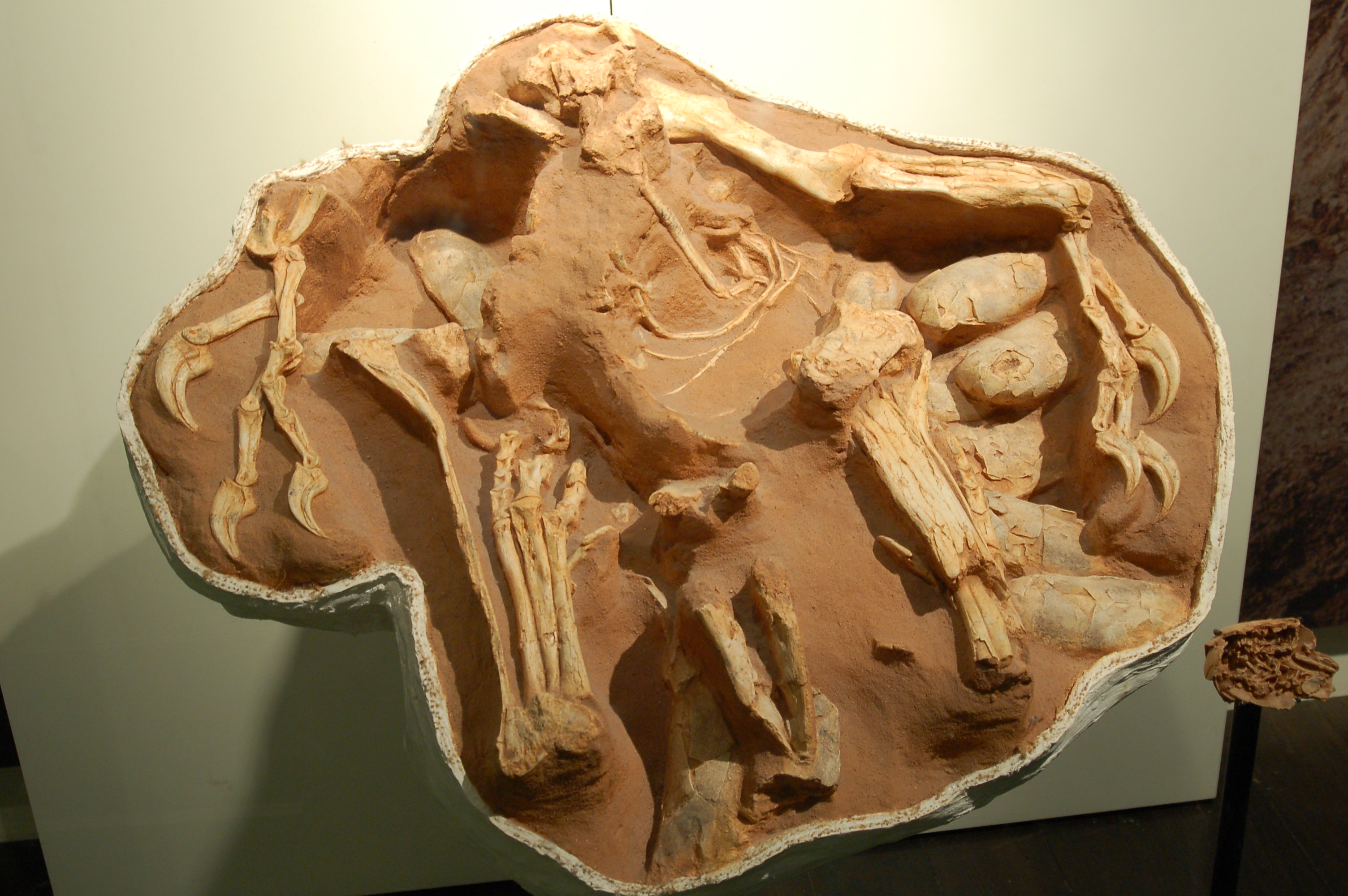
Skelett von Citipati aus Ukhaa Tolgod

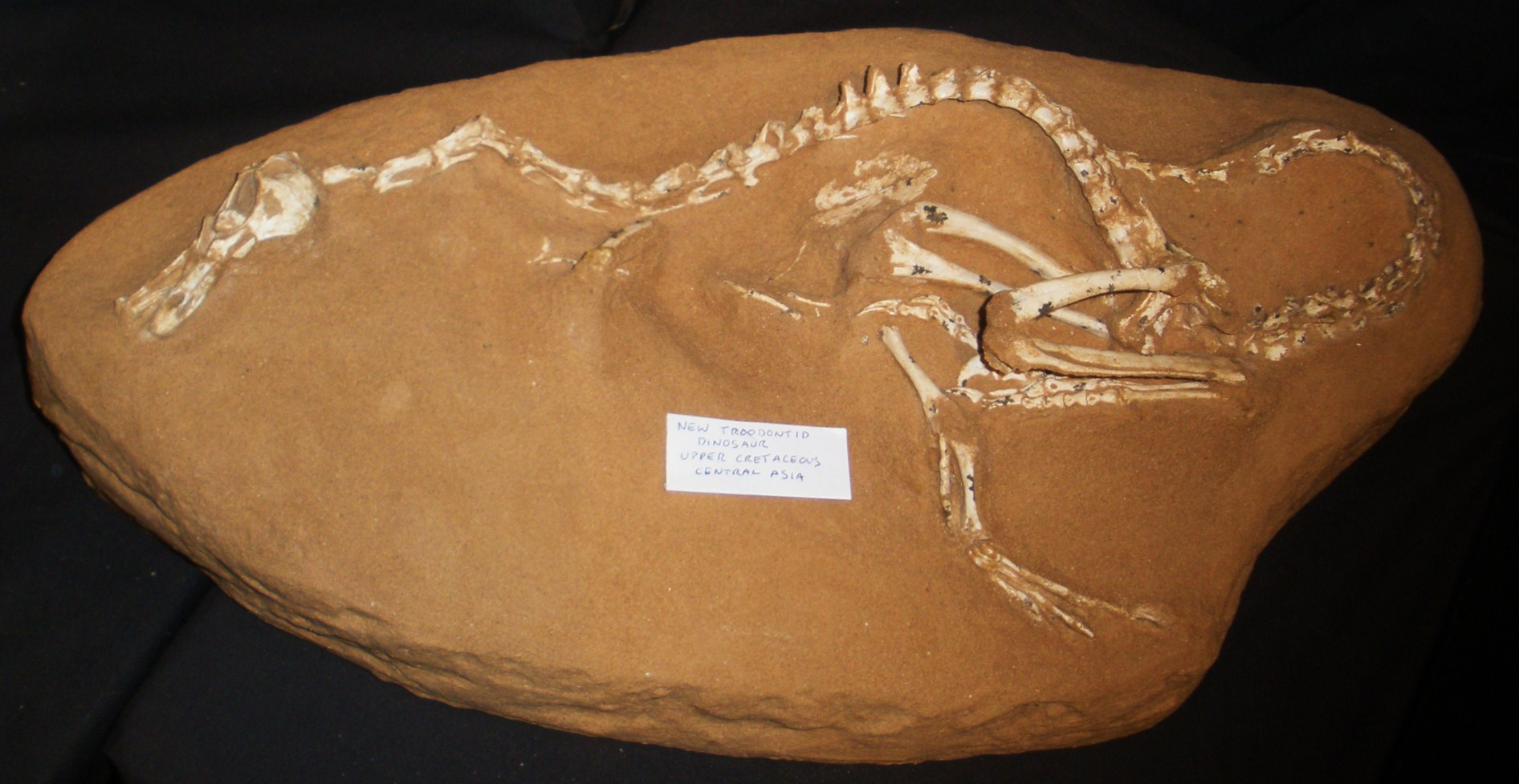
Skelett von Halszkaraptor aus Ukhaa Tolgod

Die Dinosaurierfunde umfassen mehr als 150 Skelette von mindestens acht Gattungen, allerdings gibt es noch zahlreiches unbestimmtes und systematisch noch nicht genauer zugewiesenes Material. Zu den größten Vertretern zählte Pinacosaurus, ein gepanzerter, rund 5 m langer Pflanzenfresser, der zu den Ankylosauria gestellt wird. Der Fund eines verknöcherten Kehlkopfes mit komplexem Aufbau könnte darauf hinweisen, dass  die Tiere über eine Lautgebung verfügten, die eventuell vergleichbar vielgestaltig wie die der heutigen Vögel war. Mit dem kleineren Protoceratops ist ein früher Vertreter der gehörnten Dinosaurier (Ceratopsia) nachgewiesen. Wesentlich umfangreicher sind theropode Dinosaurier vertreten. Die Troodontidae sind mit mehreren Formen vertreten. Byronosaurus wurde dabei anhand eines unvollständigen Schädels mit hoher Anzahl an Zähnen und einiger postcranialer Skelettteile erstmals in Ukhaa Tolgod nachgewiesen. Ein Nest mit sechs Eiern enthielt auch Skelettreste von zwei perinatalen Individuen (kurz vor oder nach der Geburt), deren Zuweisung zu Byronosaurus nur provisorisch erfolgte; sie gehören wahrscheinlich einer anderen Gattung troodontider Dinosaurier an. Vermutet wird, dass es sich um Jungtiere von Almas handelt, welches anhand eines Teilskeletts aus Ukhaa Tolgod beschrieben wurde. Der Fund war mit einigen Eierschalen assoziiert, wobei unklar ist, ob es sich um von dem Tier gelegte Eier oder um Jagdbeute handelt. Benannt ist die Gattung nach dem legendären mongolischen Schneemenschen. Eine weitere troodontide Form liegt mit einem bruchstückhaften Oberkiefer vor, sie konnte noch nicht genauer zugewiesen werden. Zu den Oviraptoridae, vogelähnlichen Dinosauriern, zählen sowohl Khaan als auch Citipati, beide wurden ebenfalls mit Hilfe von Fundmaterial aus Ukhaa Tolgod erstmals beschrieben. Von beiden Gattungen sind jeweils drei nahezu vollständige Skelette überliefert. Zwei der Citipati-Skelette lagen in Brutposition über je einem Nest von mindestens 15 beziehungsweise 12 Eiern von langovaler Form und bis zu 18 cm Länge. Zusätzlich wurde noch ein weiteres Nest mit mehreren fossilen Eiern in kreisförmiger Anordnung entdeckt, von denen eines in drei Teile zerfallen war und noch die Embryonalknochen enthielt. Anhand dieses Fundes konnte aufgezeigt werden, dass die heranwachsenden Embryonen der Oviraptoridae eine ähnliche Position im Ei einnehmen wie jene heutiger Krokodile mit dem Kopf vor dem Knie, was von denen der Vögel etwas abweicht, welche ihren Kopf unter dem Arm geklemmt halten. Tsaagan wiederum stellt einen Vertreter der Dromaeosauridae dar und wurde anhand eines rund 20 cm langen Schädels mit acht anhängenden Wirbeln beschrieben. In den weiteren Verwandtschaftskreis ist Halszkaraptor einzuordnen. Die Gattung wurde im Jahr 2017 beschrieben und basiert auf einem nahezu vollständigen Skelett. Die entengroßen Tiere waren wie die heutigen Wasservögel an eine semi-aquatische Lebensweise angepasst. Sie nutzten ihre Vorderbeine zum Schwimmen und liefen an Land auf den Hinterbeinen. Möglicherweise gingen sie als Lauerjäger im Wasser auf Nahrungssuche. Ein vollständiger Fuß mit drei langen und einem vierten, deutlich reduzierten Zeh von insgesamt 30 cm Länge liegt weiterhin von Kol vor, dem wohl bisher größten Vertreter aus der Familie der Alvarezsauridae, der alle anderen Angehörigen dieser Gruppe aufgrund der Länge des Mittelfußknochens um das Doppelte an Größe übertraf. Auch diese Gattung wurde erstmals in Ukhaa Tolgod aufgefunden. Zur gleichen Gruppe sind weiterhin mindestens 15 Reste von Shuvuuia zu stellen, hierbei diente ein rund 17 cm langer und sehr leicht gebauter Schädels zur Definition der Gattung. Des Weiteren umfasst das Gesamtfundmaterial noch mehrere, nicht genauer bestimmte Gattungen aus der Gruppe der Ornithomimidae sowie mehrere unbestimmte große Theropoda.
Vögel treten eher selten auf und sind mit bisher zwei Gattungen überliefert. Eine Besonderheit stellt dabei Apsaravis dar, der relativ nahe mit den modernen Vögeln (Neornithes) verwandt ist und mit einem sehr gut erhaltenen Skelett aus Ukhaa Tolgod nachgewiesen ist, das aber nur einen bruchstückhaft überlieferten Schädel besitzt. Bemerkenswert ist, dass dieser Vogel möglicherweise in der Weise der Neornithes zu fliegen vermochte, die etwas abweicht von der ursprünglicher Vögel, was anhand der Extremitätenknochen ermittelt wurde. Ein anderer früher Vogel, Gobipteryx, wird zu den Enantiornithes gestellt, einer ausgestorbenen ursprünglichen Vogelgruppe, die noch Zähne und Handkrallen aufwies. Von Gobipteryx sind in Ukhaa Tolgod bisher nur einige wenige Schädelfragmente, darunter auch ein vorderer Teil eines Kopfes, aufgefunden worden.

### Säugetiere

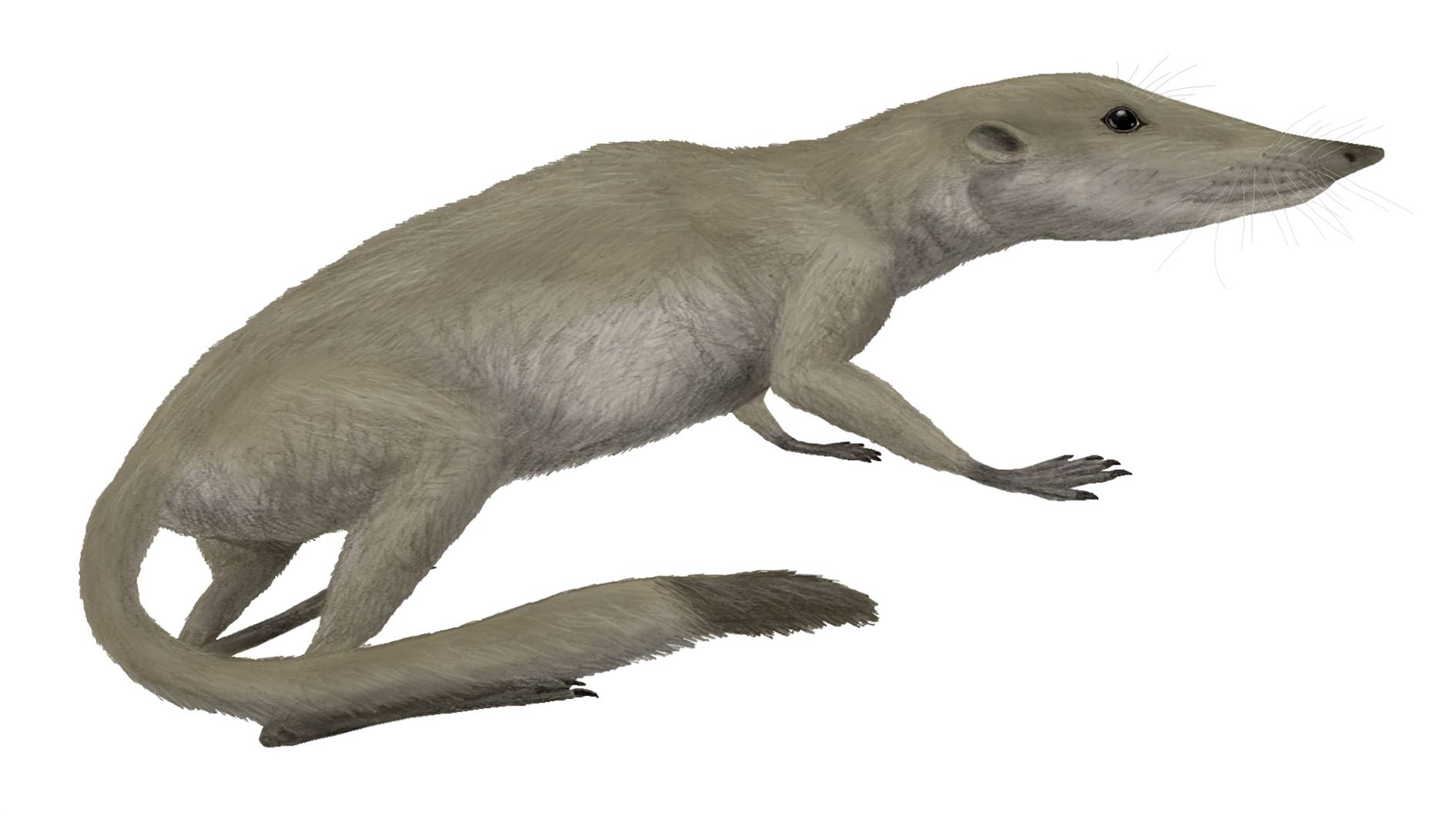
Rekonstruktion von Zalambdalestes

Bedeutend sind auch die Funde früher Säugetiere, die hier entdeckt wurden und von denen mehr als 500 Schädel vorliegen, die größte bekannte Anzahl von allen Fundstellen aus dieser geologischen Epoche. Die ursprünglichsten Vertreter sind jene der Allotheria, vor allem der meist nur mausgroßen Multituberculata, von denen bisher fünf Gattungen identifiziert werden konnten. Darunter zählen unter anderem Kryptobaatar, Tombaatar und Djadochtatherium. Dabei stellt Tombataar, der „Große Held“, schon einen der größeren Vertreter der Multituberculata dar und wurde erstmals in Ukhaa Tolgod entdeckt; seine Beschreibung basiert auf einem 4 cm langen Vorderschädelfragment. Weiterhin ist mit Deltatheridium auch ein Mitglied der Beuteltiere nachgewiesen. Hervorzuheben sind aber die Funde der moderneren Säugetiere, von denen drei Gattungen bekannt sind, die alle in ihrem Habitus heutigen Insektenfressern ähneln; zwei dieser Gattungen waren direkt mit Hilfe von Fossilmaterial aus Ukhaa Tolgod beschrieben worden. Ukhaatherium aus der Gruppe der Asioryctitheriidae war ein kleines Tier mit einer Schädellänge von 2,8 cm und einem Gewicht von rund 32 g. Von diesem sind mindestens acht Individuen bekannt, sechs davon nahezu vollständig. Eine ähnliche Größe erreichte Maelestes, allerdings ist bisher nur ein unvollständiges Individuum überliefert. Schon deutlich größer dagegen wurde Zalambdalestes aus der Familie der Zalambdalestidae mit einer Kopflänge von 5 cm, von dem ein vollständiges Skelett vorliegt. Sowohl bei Ukhaatherium als auch bei Zalambdalestes war noch ein eigentlich für Beuteltiere und noch urtümlichere Säugetiere charakteristischer Beutelknochen ausgebildet, der allen heutigen modernen Säugetiere fehlt. Ursprünglich wurden die drei genannten Gattungen an die Basis der Entwicklung der Höheren Säugetiere gestellt, eine Studie aus dem Jahr 2013 besagt jedoch, dass diese nun als nonplacentale Eutheria niederen Ranges anzusprechen seien.

### Altersstellung
Bis heute liegen keine radiometrischen Messungen aus den Ablagerungen von Ukhaa Tolgod vor. Aus biostratigraphischer Sicht können die meisten Dinosaurierfunde auf das Campanium, einer Stufe der Oberkreide, datiert werden und dürften somit zwischen 84 und 72 Millionen Jahre alt sein. Allerdings ist im Vergleich zu ähnlichen Funden aus Zentralasien und Nordamerika auch ein leicht höheres Alter möglich. Untersuchungen zur Magnetostratigraphie an den fossilführenden Schichten, die allerdings am Bajandsag, jedoch in der gleichen stratigraphischen Einheit des Bayn-Dzak-Schichtglieds durchgeführt wurden, zeigen an der Basis der Schichtenfolge eine normale Polarisierung des Magnetfeldes der Erde, während darüber eine umgekehrte Polarisierung angetroffen wurde. Erst in den oberen Schichtbereichen war wieder der normale Zustand des Erdmagnetfeldes hergestellt. Diese reverse Polarisierungsphase in der Sedimentabfolge kann mit dem Chron 34n korreliert werden, welches sich vor 83,5 Millionen Jahren ereignete, während die oberen Abfolgen in den Übergang von Chron 33 zu Chron 32 vor 75 bis 71 Millionen Jahren zu stellen sind.

### Landschaftsrekonstruktion
Aus der geologischen Befundsituation kann eine ehemalige Dünenlandschaft einer Wüste rekonstruiert werden. Die Dünen waren nur spärlich mit Vegetation bedeckt, was man anhand von Rhizolithen (fossilisierten Wurzelteilen) in den kreuzgeschichteten Sandsteinen erkennen (Faziestyp E-1) kann. Diese Dünen bestanden vor allem während einer eher trockenen Phase und waren mehr oder weniger mobil. Im Gegensatz dazu besaßen die Dünen der schwach geschichteten Sandsteine (Faziestyp E-2) einen eher stabilen Standort. Da der überwiegende Teil der Wirbeltierfossilien in den ungeschichteten Sandsteinen (Typ S) auftritt, kann davon ausgegangen werden, dass diese bei Massenabrutschen von Sand an den Dünenhängen ums Leben kamen und so rasch begraben wurden, was sich auch anhand fehlender Nagespuren durch Aasfresser ableiten lässt. Ursprünglichen Annahmen eines Todes der Tiere durch starke Sandstürme konnte damit auch widersprochen werden. Möglicherweise wurden diese Massenabrutschungen durch kurzfristige, heftige Regenfälle hervorgerufen. Der Regen bewirkte aber auch die Entstehung kleiner Tümpel und Pfützen zwischen den Dünen, was aus den Ton-/Schluffsteinen geschlossen wird (Typ M), welche eine wichtige Voraussetzung für das Leben unter diesen extrem trockenen Bedingungen waren.

## Forschungsgeschichte
Die ersten Untersuchungen in der Region erfolgten schon von 1946 bis 1949 seitens der Sowjetischen Akademie der Wissenschaften, während derer einige bedeutende oberkreidezeitliche Dinosaurierfossilien entdeckt wurden, so Tarbosaurus und Saurolophus. Diesen folgten von 1963 bis 1971 polnisch-mongolische Expeditionen sowie ab 1992 eine japanisch-mongolische Expedition. Im Jahr 1991 begannen die Akademie der Wissenschaften der Mongolei und das American Museum of Natural History gemeinsame Untersuchungen in der südlichen Mongolei, die fast 70 Jahre nach den berühmten Central Asiatic Expeditions of the American Museum of Natural History der 1920er Jahre in die Wüste Gobi stattfanden. In deren Zuge wurde 1993 auch Ukhaa Tolgod entdeckt, die einen bis dahin unbekannten Reichtum an Fossilien des ausgehenden Mesozoikums bewahrte. Die Felduntersuchungen und die Auswertung des gesamten Fundmaterials aus den nachfolgenden beinahe 20 Jahren, aber auch der geologischen Rahmenbedingungen und der gesamten weiteren Interpretationen halten bis heute an.